# Faceless
Faceless – trzeci album studyjny amerykańskiego zespołu Godsmack wydany 8 kwietnia 2003 roku nakładem Universal Records i Republic Records. Został zrealizowany w 2002 roku w studiu The Hit Factory Criteria w Miami w technologii Enhanced CD. Faceless jest pierwszym albumem Godsmacka nagranym z udziałem perkusisty Shannona Larkina, który dołączył do zespołu w sierpniu 2002 roku.
Pierwszym utworem, jaki stworzono spośród tych, które znalazły się na albumie był „I Stand Alone”, przygotowany w 2002 roku na potrzeby ścieżki dźwiękowej filmu Król Skorpion. 25 czerwca 2002 roku został wydany jako singel CD. Następnie w charakterze singli promujących Faceless opublikowano „Straight Out of Line” (1 lutego 2003 roku) oraz, już po wydaniu albumu, w 2003 roku, „Serenity” i „Re-Align”. „I Stand Alone” wraz z utworem „Straight Out of Line” trafił także na ścieżkę dźwiękową wydanej w 2004 roku gry komputerowej Prince of Persia: Dusza wojownika.
Faceless zadebiutował na 1. miejscu na amerykańskiej liście przebojów Billboard 200 oraz w zestawieniu Top Internet Albums, utrzymując się na tej pozycji przez dwa tygodnie, i sprzedał się w liczbie ponad 260 000 egzemplarzy w pierwszym tygodniu od wydania. Ogółem w Stanach Zjednoczonych sprzedaż wyniosła ponad milion kopii (taką ich liczbę, według ówczesnego komunikatu medialnego wytwórni Universal/Republic Records, wysłano do sprzedaży detalicznej przed datą premiery), dzięki czemu do maja 2003 roku album zyskał w tym kraju status platynowej płyty. W Kanadzie natomiast wydawnictwo 7 listopada 2003 roku dorobiło się złota.

## Odbiór
Album Faceless spotkał się z mieszanym przyjęciem ze strony recenzentów. W agregatorze Metacritic uzyskał 50/100 punktów na podstawie 8 recenzji krytycznych.
Wade Kergan z serwisu AllMusic przyznał albumowi 2,5 gwiazdki na 5 możliwych i stwierdził, że chociaż ma on „udane momenty”, to brakuje mu „chwytliwych melodii” z debiutu i często brzmi „bardzo zachowawczo”. Christian Hoard z magazynu Rolling Stone ocenił wydawnictwo na 2 gwiazdki na 5, z jednej strony podkreślając, że Faceless charakteryzuje się „dobrze skonstruowanym, obfitującym w riffy metalowym atakiem, który miejscami rzeczywiście cieszy”, natomiast z drugiej stwierdzając, że „nawet w tych dość rzadkich momentach, gdy nieubłaganie ponure podejście Godsmacka wydaje się mieć więcej rozumu niż siły, Faceless brzmi jak koszmar, który jest bardziej przeżyty niż przerażający.”. Mick Stingley ze stacji radiowej KNAC z Los Angeles dał albumowi 4 gwiazdki na 5 i pochwalił większość utworów, m.in. „Straight Out of Line”, „Faceless”, „Changes”, „I Stand Alone” oraz „Re-Align”, a na koniec stwierdził, że „reszta płyty nadal kołysze się w tym cudownym stylu – dobry, głośny, agresywny, ciężki (nieco) pop-rock, który zasługuje na to, żeby być granym tak głośno, jak to tylko możliwe.”.
Album przyniósł zespołowi trzy nominacje do nagrody Grammy: dla utworu „I Stand Alone” w 2003 roku w kategoriach Best Rock Song i Best Hard Rock Performance oraz dla utworu „Straight Out of Line” w 2004 roku w kategorii Best Hard Rock Performance.

## Lista utworów
Opracowano na podstawie materiału źródłowego.
| Nr  | Tytuł utworu           | Autorzy                  | Długość |
| --- | ---------------------- | ------------------------ | ------- |
| 1.  | „Straight Out of Line” | Sully Erna               | 4:19    |
| 2.  | „Faceless”             | Sully Erna               | 3:35    |
| 3.  | „Changes”              | Sully Erna, Tony Rombola | 4:19    |
| 4.  | „Make Me Believe”      | Sully Erna               | 4:08    |
| 5.  | „I Stand Alone”        | Sully Erna               | 4:06    |
| 6.  | „Re-Align”             | Sully Erna               | 4:20    |
| 7.  | „I Fucking Hate You”   | Sully Erna               | 4:07    |
| 8.  | „Releasing the Demons” | Sully Erna               | 4:12    |
| 9.  | „Dead and Broken”      | Sully Erna               | 4:11    |
| 10. | „I Am”                 | Sully Erna               | 3:59    |
| 11. | „The Awakening”        | Sully Erna               | 1:29    |
| 12. | „Serenity”             | Sully Erna, Tony Rombola | 4:34    |
|     |                        |                          | 47:19   |

| Utwory dodatkowe – wydanie europejskie 019 900-2 | Utwory dodatkowe – wydanie europejskie 019 900-2 | Utwory dodatkowe – wydanie europejskie 019 900-2 |
| Nr                                               | Tytuł utworu                                     | Długość                                          |
| ------------------------------------------------ | ------------------------------------------------ | ------------------------------------------------ |
| 1.                                               | „Keep Away (Live)”                               | 7:42                                             |
| 2.                                               | „Awake (Live)”                                   | 5:43                                             |

## Twórcy
Opracowano na podstawie materiału źródłowego.
Zespół Godsmack w składzie
- Sully Erna – wokale
- Tony Rombola – gitara, wokale
- Robbie Merrill – gitara basowa, wokale
- Shannon Larkin – perkusja, instrumenty perkusyjne

Produkcja
- David Bottrill – produkcja muzyczna, inżynieria, miksowanie, nagrywanie
- Sully Erna – produkcja muzyczna, inne (stuff)
- Kent Hertz – dodatkowa inżynieria, Pro Tools
- Marc Lee – asystent inżyniera, Pro Tools
- Ben Sanders – asystent inżyniera, dodatkowe Pro Tools
- Bob Ludwig(inne języki) – mastering
- „Viggy” Vignola – programowanie(inne języki)
- Kevin Sheehy – asystent zespołu
- Bauda Design Lab – kierownictwo artystyczne, projekt graficzny, fotografie
- P.R. Brown(inne języki) – kierownictwo artystyczne, projekt graficzny, fotografie

## Notowania na listach przebojów
| Lista (2003)                                   | Pozycja |
| ---------------------------------------------- | ------- |
| Holandia (Album Top 100)                       | 98      |
| Kanada (Billboard Canadian Albums (Billboard)) | 9       |
| Niemcy (Offizielle Top 100)                    | 70      |
| Nowa Zelandia (Recorded Music NZ)              | 36      |
| Stany Zjednoczone (Billboard 200 (Billboard))  | 1       |
| Stany Zjednoczone (Top Internet Albums)        | 1       |
| Wielka Brytania (UK Albums Chart)              | 154     |

| Lista (2003)                                  | Pozycja |
| --------------------------------------------- | ------- |
| Stany Zjednoczone (Billboard 200 (Billboard)) | 69      |

## Certyfikaty
| Region                   | Certyfikat | Sprzedaż   |
| ------------------------ | ---------- | ---------- |
| Kanada (Music Canada)    | złoto      | 50 000     |
| Stany Zjednoczone (RIAA) | platyna    | 1 500 000+ |